# 悪樓

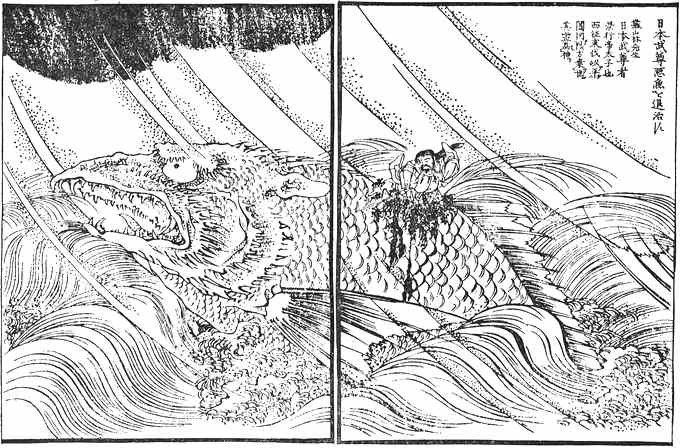
浦川公佐画『金毘羅参詣名所圖会』より「日本武尊悪魚を退治す」

悪樓（あくる）は、日本神話に伝わる悪神。

## 概要
吉備国（岡山県）の穴海に住んでいた巨大魚。その大きさは、近づく船をひと飲みにするほど。『日本書紀』景行紀廿七年に表れる「惡神」「吉備穴濟神」、『古事記』景行天皇条に表れる「穴戸神」のことであるとする説がある。

## 伝承
日本武尊が熊襲討伐後の帰り道にこの悪樓に遭ったが、暴れ狂う悪樓の背にまたがるや、自慢の剣で退治した。また、素戔嗚尊も悪樓と戦ったことがあるとする説もあるが、真偽は不明。水木しげるは日本書紀や古事記に現れる悪神としているが、そういった記述は悪樓という名前も含めて原典には見当たらず、悪樓の意味も確かではない。江戸時代に書かれた『金毘羅参詣名所圖会』にある日本武尊が退治した悪魚と呼ばれるものとの関連性の指摘があり、藤沢衛彦がそれは大魚悪楼のことであり、悪楼とは東夷や王族を意味するとしている。